# Petit Ange
Pour plus de détails, voir Fiche technique et Distribution.
Petit Ange est un téléfilm franco-belge réalisé en 2022 par Christian Bonnet d'après un scénario de Perrine Fontaine et Véronique Lecharpy, et diffusé pour la première fois en Belgique le 17 novembre 2022 sur La Une et en France le 4 octobre 2023 sur France 2.
Cette fiction est une coproduction de france.tv studio, Dalva Productions, AT-Production et la RTBF (télévision belge), avec la participation de la Radio télévision suisse (RTS) et de TV5 Monde.

## Distribution
- Anny Duperey : Sybille Delestre
- Alexia Barlier : Clara Malherbe
- Arnaud Binard : Arthur
- Daphné Girard : Mia
- Julie Victor : Audrey Leroux
- Éline Da Silva : Clara à 7 ans
- Julie Duquenoy : Sybille Delestre à 35 ans
- Renaud Hézèques : Renaud Delestre
- Marius Delepaule : Tom (5 ans)

## Production

### Genèse et développement
Le scénario du téléfilm est écrit par Perrine Fontaine et Véronique Lecharpy sur une idée de Lorène Delannoy.
Pour Anny Duperey « Ce film ressemble à un Chabrol et se termine comme un Hitchcock ! C'est une histoire curieuse, inquiétante et noire, où l'on se demande en permanence pourquoi mon personnage – machiavélique, disons-le – agit comme ça. Puis, en plus du suspense, le fond est solide, tant au niveau psychologique que psychanalytique ».

### Tournage
Le tournage se déroule à partir du 25 janvier 2022 dans la région des Hauts-de-France (Tourcoing, Cassel), et du 15 au 23 février 2022 à Granville dans le département de la Manche en Normandie.

### Fiche technique
- Titre français : Petit Ange
- Genre : Drame
- Production : Delphine Wautier[3]
- Sociétés de production : france.tv studio, Dalva Productions[3], AT-Production et la RTBF (télévision belge)
- Réalisation : Christian Bonnet[1],[2],[6],[7]
- Scénario : Perrine Fontaine et Véronique Lecharpy[1],[2]
- Musique : David Salkin
- Décors : Sylvie Lobez
- Costumes : Marie Jagou
- Directeur de la photographie : Yves Dahan
- Son : Patrice Dodin
- Montage : Nicole Brame
- Maquillage : Christine Hiriart
- Prestataire VFX : Les Tontons Truqueurs
- Pays de production :  France /  Belgique
- Langue originale : français[2]
- Format : couleur[2]
- Durée : 90 minutes[2]
- Dates de première diffusion : 
  - Belgique : 17 novembre 2022 sur La Une[5]
  - France : 4 octobre 2023 sur France 2

## Diffusions et audience
En Belgique, le téléfilm, diffusé le 17 novembre 2022 sur la Une, est regardé par 229 807 téléspectateurs. L'audience tous écrans sur 7 jours est de 267 809 téléspectateurs et de 20,4 % de part de marché.